# ألبرت إس. ماركس
ألبرت إس. ماركس (بالإنجليزية: Albert S. Marks)‏ هو محامي وقاضي أمريكي، ولد في 16 أكتوبر 1836 في مقاطعة دافييس في الولايات المتحدة، وتوفي في 4 نوفمبر 1891 في ناشفيل في الولايات المتحدة.